# لاكاوانا
لاكاوانا (نيويورك) (بالإنجليزية: Lackawanna, New York)‏ هي مدينة تقع في الولايات المتحدة في مقاطعة إيري، نيويورك. يقدر عدد سكانها بـ 18,141 نسمة ومساحتها 15.9 كم2 ووترتفع عن سطح البحر 190 متر.

## التركيبة السكانية
حدّد مكتب تعداد الولايات المتحدة بيانات التركيبة السكانية للاكاوانا في تعداد الولايات المتحدة. في ما يلي، التركيبة السكانية حسب تعدادي 2000 و2010.

### تعداد عام 2000
بلغ عدد سكان لاكاوانا 19,064 نسمة بحسب تعداد عام 2000، وبلغ عدد الأسر 8,192 أسرة وعدد العائلات 4,778 عائلة مقيمة في المدينة. في حين سجلت الكثافة السكانية 1,115.5 نسمة لكل كيلومتر مربع (2,889.1/ميل2). وبلغ عدد الوحدات السكنية 8,951 وحدة بمتوسط كثافة قدره 523.8 لكل كيلومتر مربع (1,356.6/ميل2).
وتوزع التركيب العرقي للمدينة بنسبة 83.99% من البيض و9.50% من الأمريكيين الأفارقة و0.40% من الأمريكيين الأصليين و0.31% من الأمريكيين ذوي الأصول الآسيوية و0.01% من سكان جزر المحيط الهادئ و2.30% من الأعراق الأخرى و3.49% من عرقين مختلطين أو أكثر و5.08% من الهسبانيون أو اللاتينيون من أي عرق.
بلغ عدد الأسر 8,192 أسرة كانت نسبة 28.4% منها لديها أطفال تحت سن الثامنة عشر تعيش معهم، وبلغت نسبة الأزواج القاطنين مع بعضهم البعض 37.2% من أصل المجموع الكلي للأسر، ونسبة 16.5% من الأسر كان لديها معيلات من الإناث دون وجود شريك، بينما كانت نسبة 4.7% من الأسر لديها معيلون من الذكور دون وجود شريكة وكانت نسبة 41.7% من غير العائلات. تألفت نسبة 37% من أصل جميع الأسر من عدة أفراد يعيشون في نفس المنزل ونسبة 15.9% كانت تتألف من شخص يعيش بمفرده يبلغ من العمر 65 عاماً أو أكثر. وبلغ متوسط حجم الأسرة المعيشية 2.30، أما متوسط حجم العائلات فبلغ 3.06.
بلغ العمر الوسطي للسكان 37.5 عاماً. وكانت نسبة 23.9% من القاطنين تحت سن الثامنة عشر، وكانت نسبة 8.3% بين الثامنة عشر والرابعة والعشرين عاماً، ونسبة 27.8% كانت واقعةً في الفئة العمرية ما بين الخامسة والعشرين والرابعة والأربعين عاماً، ونسبة 20.3% كانت ما بين الخامسة والأربعين والرابعة والستين، ونسبة 18.5% كانت ضمن فئة الخامسة والستين عاماً فما فوق. يوجد لكل 100 أنثى 91.7 ذكر، ويوجد لكل 100 أنثى في الثامنة عشر من عمرها فما فوق 87.2 ذكر.
بلغ متوسط دخل الأسرة في المدينة 29,354 دولارًا، أما متوسط دخل العائلة فبلغ 39,237 دولارًا. وكان متوسط دخل الذكور 32,063 دولارًا مقابل 22,794 دولارًا للإناث. وسجل دخل الفرد الخاص بالمدينة 16,727 دولارًا. وكانت نسبة 13.1% من العائلات ونسبة 16.7% من السكان تحت خط الفقر، وكان من هؤلاء نسبة 27.9% تحت سن الثامنة عشر ونسبة 9% في الخامسة والستين من العمر وما فوق.

### تعداد عام 2010
بلغ عدد سكان لاكاوانا 18,141 نسمة بحسب تعداد عام 2010، وبلغ عدد الأسر 8,242 أسرة وعدد العائلات 4,329 عائلة مقيمة في المدينة. في حين سجلت الكثافة السكانية 1,061.5 نسمة لكل كيلومتر مربع (2,749.3/ميل2). وبلغ عدد الوحدات السكنية 9,082 وحدة بمتوسط كثافة قدره 531.4 لكل كيلومتر مربع (1,376.3/ميل2).
وتوزع التركيب العرقي للمدينة بنسبة 83.87% من البيض و9.87% من الأمريكيين الأفارقة و0.31% من الأمريكيين الأصليين و0.67% من الأمريكيين ذوي الأصول الآسيوية و0.04% من سكان جزر المحيط الهادئ و2.01% من الأعراق الأخرى و3.24% من عرقين مختلطين أو أكثر و7.07% من الهسبانيون أو اللاتينيون من أي عرق.
بلغ عدد الأسر 8,242 أسرة كانت نسبة 24.4% منها لديها أطفال تحت سن الثامنة عشر تعيش معهم، وبلغت نسبة الأزواج القاطنين مع بعضهم البعض 30.9% من أصل المجموع الكلي للأسر، ونسبة 16.4% من الأسر كان لديها معيلات من الإناث دون وجود شريك، بينما كانت نسبة 5.2% من الأسر لديها معيلون من الذكور دون وجود شريكة وكانت نسبة 47.5% من غير العائلات. تألفت نسبة 41.6% من أصل جميع الأسر من عدة أفراد يعيشون في نفس المنزل ونسبة 15.6% كانت تتألف من شخص يعيش بمفرده يبلغ من العمر 65 عاماً أو أكثر. وبلغ متوسط حجم الأسرة المعيشية 2.17، أما متوسط حجم العائلات فبلغ 3.00.
بلغ العمر الوسطي للسكان 40.0 عاماً. وكانت نسبة 21.9% من القاطنين تحت سن الثامنة عشر، وكانت نسبة 9.8% بين الثامنة عشر والرابعة والعشرين عاماً، ونسبة 24.6% كانت واقعةً في الفئة العمرية ما بين الخامسة والعشرين والرابعة والأربعين عاماً، ونسبة 26% كانت ما بين الخامسة والأربعين والرابعة والستين، ونسبة 17.6% كانت ضمن فئة الخامسة والستين عاماً فما فوق. وتوزع التركيب الجنسي للسكان بنسبة 47.9% ذكور و52.1% إناث.

## معرض صور

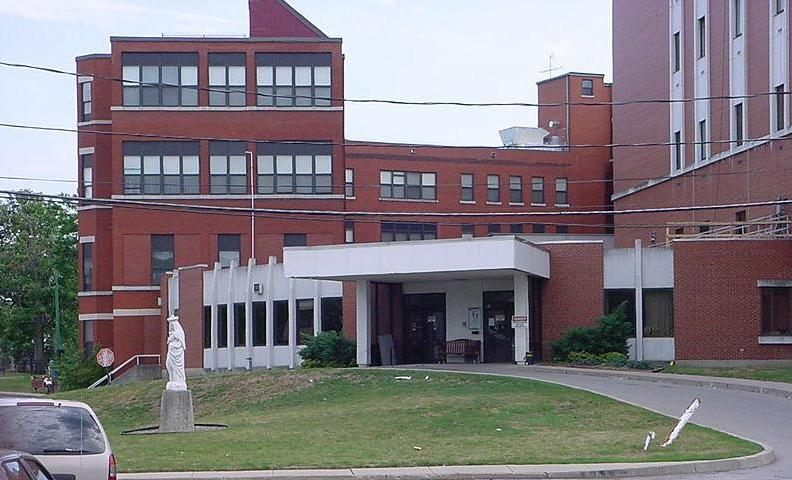
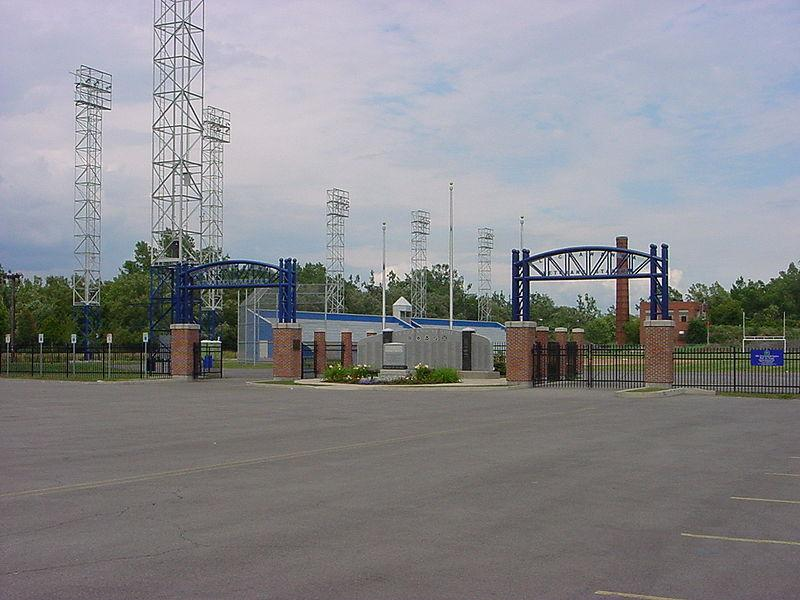
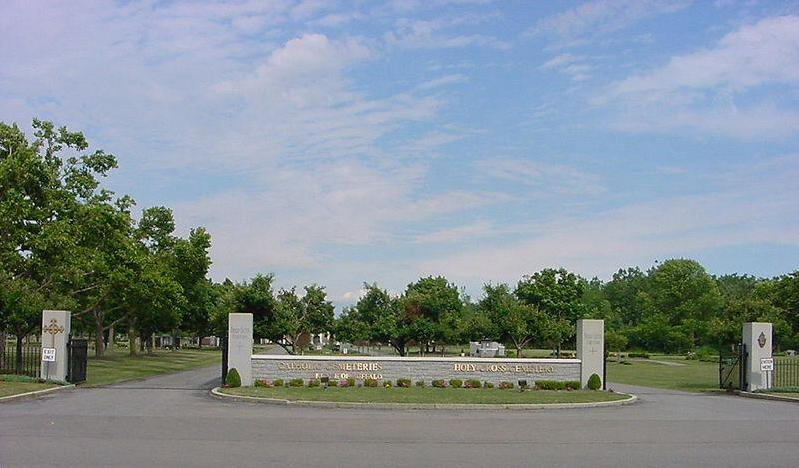
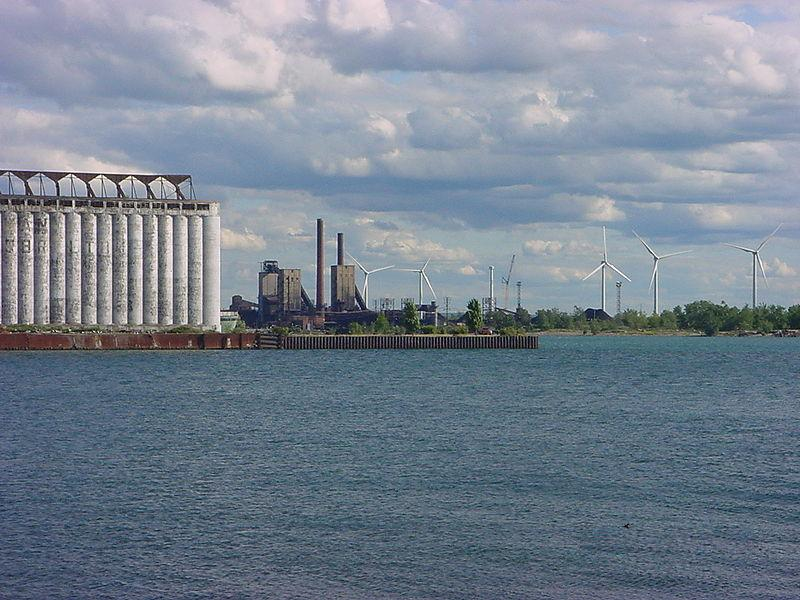

## أعلام
- ميخائيل جويس
- ماركوس ريفرز
- جون بي. ويبر
- ميخائيل باتريك أوكونور
- روبن سانتياجو-هدسون